# Константинов, Георги (анархист)
Георги Константинов Георгиев (известный также под прозвищем Анархията; род. 15 мая 1933) — болгарский революционер-анархист. Осуждён в 1953 году за нападение на памятник Сталину. В период 1973—1991 годов был политическим эмигрантом во Франции. Автор книг об анархизме и деятельности органов госбезопасности. Считает себя сторонником анархо-коммунизма и бакунизма, переводил Бакунина на болгарский.

## Биография
Георги Константинов Георгиев родился в городе Горна Джумая во времена Третьего Болгарского царства 15 мая 1933 года. Выходец из известной семьи: его прадед, Коте Чорбаджигошев, был борцом за освобождение от османского ига и членом ВМОК, дед, Георгий Константинов Чорбаджигошев —церковным и школьным администратором, а отец, Константин Константинов Чорбаджигошев, открыл первый кабинет врача в родном городе.
Георги Константинов учился на математическом факультете. В 19-летнем возрасте организовал взрыв памятника Сталину в Борисовском саду на территории Парка Свободы в Софии, заложив под монумент бомбу. В результате взрыва памятник был разрушен, однако уже в том же году он был восстановлен, чтобы шесть лет супустя, после XX съезда КПСС, быть демонтированным властями
Теракт Константинова произошёл 3 марта 1953 года, а советский диктатор умер пару дней спустя. Только это и тот факт, что юноша был признан психически больным, спасло Константинова от смертного приговора. Он попал в тюрьму и отсидел 10 из 20 лет, к которым был приговорён. После амнистии в 1962 году он был освобождён, но оставался под постоянным наблюдением органов госбезопасности. В 1973 году ему удалось бежать из НРБ через Югославию. Он поселился во Франции и прожил там до 1991 года.
После амнистии вернулся в Софию (там ему ранее был заочно вынесен смертный приговор), чтобы провести остаток жизни на родине. Активный член Федерации анархистов Болгарии, журналист газеты «Свободна мисъл», издатель «Шрапнели», автор ряда анархистских работ, таких как «Антиистория славянобългарска».
В 2007 году Константинов был предложен СДС в качестве члена комиссии по рассекреченным документам. 26 марта 2007 года Государственная комиссия по информационной безопасности официально отклонила его кандидатуру. Причина — 25 томов данных госбезопасности о террористической деятельности с его стороны.

### Воспоминания
- «Ставайте робове! Аз не ща ярем…». Документално фантастичен роман. София: Шрапнел, 2005.
- Адски калейдоскоп (Спомени на затворника), Част 1 — 2. София: Шрапнел, 2006, 383 с.
- Напред и ако пътят води към Голгота! Спомени от времето на зрелия социализъм, том 1 — 2. София: Шрапнел, 2009.
  - т.1: Напред и ако пътят води към Голгота! (недоступная ссылка)
  - т.2: Свободата, Санчо, е велико нещо (недоступная ссылка)
- Емигрантски спомени — т.1, т.2 и т. 3.

### Аналитика
- Барутни (по)мисли (Статии 1974—1989). София: Шрапнел, 2004, 359 с.
- Иде ли… световната социална революция (Доклад пред IX конгрес на ФАБ).
- Роботронната и биотехнологична революции, селското стопанство и изхранването на човечеството: Проблеми и решения. София: Шрапнел, 2000, 47 с.
- Възможна ли беше съпротивата срещу ДС?. София: Шрапнел, 2001.
- С думи, вместо с куршуми. София: Шрапнел, 2001.
- Антиистория славянобългарска.
- Краят на държавата и капитала. София: Шрапнел, 2000, 320 с.

## Фильмография
- Елезов, Константинов, Росен, Георги. Последната свобода на Георги Константинов. — 4 април 2019.